# Tomasz Marzec
Tomasz Marzec (ur. 21 grudnia 1886 w Niegosławicach, zm. wiosną 1940 w Charkowie) – major piechoty Wojska Polskiego, ofiara zbrodni katyńskiej.

## Życiorys
Urodził się w Niegosławicach, w powiecie pińczowskim, w rodzinie Piotra i Magdaleny z Dyniów.
W czasie I wojny światowej walczył w szeregach armii rosyjskiej. W 1920 został przyjęty do Wojska Polskiego. Wziął udział w wojnie z bolszewikami. W 1921 ukończył kurs dowódców batalionów w Krakowie.
Służył w 25 Pułku Piechoty w Piotrkowie. Od marca 1921 był dowódcą I batalionu. 3 maja 1922 został zweryfikowany w stopniu majora ze starszeństwem z 1 czerwca 1919 i 433. lokatą w korpusie oficerów piechoty. W lipcu 1922 został zatwierdzony na stanowisku dowódcy batalionu. W 1923 był komendantem kadry batalionu zapasowego. W 1924 ukończył kurs oficerów sztabowych w Grupie. W tym samym roku ponownie na stanowisku dowódcy I batalionu. W maju 1927 został zwolniony ze stanowiska dowódcy I baonu z równoczesnym przeniesieniem służbowym do Powiatowej Komendy Uzupełnień Piotrków na przeciąg czterech miesięcy. W październiku tego roku został przeniesiony do Powiatowej Komendy Uzupełnień Sieradz na stanowisko kierownika I referatu. W listopadzie 1928 został przesunięty na stanowisko pełniącego obowiązki komendanta PKU Sieradz. W lutym 1929 został zwolniony z zajmowanego stanowiska i oddany do dyspozycji dowódcy Okręgu Korpusu Nr IV. Później został przeniesiony w stan spoczynku.

W czasie kampanii wrześniowej 1939 – po agresji ZSRR na Polskę – w nieznanych okolicznościach dostał się do niewoli sowieckiej. Przebywał w obozie w Starobielsku. Wiosną 1940 został zamordowany przez funkcjonariuszy NKWD w Charkowie i pogrzebany potajemnie w masowej mogile w Piatichatkach, gdzie od 17 czerwca 2000 mieści się oficjalnie Cmentarz Ofiar Totalitaryzmu w Charkowie. Figuruje na Liście Starobielskiej NKWD, pod poz. 2095.
5 października 2007 minister obrony narodowej Aleksander Szczygło mianował go pośmiertnie na stopień podpułkownika. Awans został ogłoszony 9 listopada 2007 w Warszawie, w trakcie uroczystości „Katyń Pamiętamy – Uczcijmy Pamięć Bohaterów”.